# Novillas
Novillas là một đô thị ở tỉnh Zaragoza, Aragon, Tây Ban Nha. Theo điều tra dân số 2004 của Viện thống kê Tây Ban Nha (INE), đô thị này có dân số là 667 người. Diện tích đô thị này là 25 ki-lô-mét vuông. Đô thị này nằm ở độ cao 239 m trên mực nước biển.

## Biến động dân số
| 1991 |  | 1996 |  | 2001 |  | 2004 |
| ---- |  | ---- |  | ---- |  | ---- |
| 737  |  | 713  |  | 673  |  | 667  |